# Einschienenbahn Wuhu
Die Einschienenbahn Wuhu (chinesisch 芜湖 式单轨, Pinyin Wúhú shì dānguǐ), auch Monorail Wuhu genannt, ist ein seit Herbst 2021 in Betrieb befindliches öffentliches Personennahverkehrssystem in Wuhu im Südosten der chinesischen Provinz Anhui. Es wird anstelle eines Stadtbahn- oder U-Bahn-Systems zur flächigen Erschließung der Stadt aufgebaut. Nach Fertigstellung aller aktuell geplanten Strecken voraussichtlich um 2030 wird die Hochbahn ein 137 Kilometer langes vollautomatisches Einschienenbahnsystem für den liniengebundenen Stadtverkehr im Stadtgebiet zur Verfügung stellen.

## Planung und Bau
Im Juli 2013 wurden die Planungen für ein Nahverkehrsschienennetz mit fünf Linien bestätigt und im Juni 2014 die Planungsleistungen vergeben. Im Januar 2015 wurde für den Betrieb auf den vorgesehenen Strecken die Einschienenbahn ausgewählt und am 9. Juni des Jahres veröffentlichte die offizielle Website der Stadtverwaltung von Wuhu die „Konsultation zur Stellungnahme der Öffentlichkeit zur Umweltverträglichkeitsprüfung des Bauplans für den städtischen Schienenverkehr in Wuhu (2016–2020)“ und die Umweltverträglichkeitsprüfung für den städtischen Schienenverkehr wurde offiziell gestartet. Am 11. Februar 2016 genehmigte die Nationale Entwicklungs- und Reformkommission die Planungen und im Dezember wurde Bombardiers System mit dem Innovia 300 ausgewählt, wobei die Züge in einem Joint Venture von den Kanadiern mit CRRC in China hergestellt werden. Am 18. Januar 2018 begann mit dem Startschuss für den Bau der Station Taishan-Straße die Bauphase und im Dezember wurde der Grundstein gelegt für das Betriebswerk und Hauptzugdepot in Baimashan. Am 29. Juni 2020 begannen die Vorprüfungen mit dem ersten Zug auf der Strecke nahe Mengxi-Straße und am 8. Dezember wurden die Streckenarbeiten beendet. Am 31. März 2021 wurde das Maskottchen „Jiujiu“ vorgestellt und am 23. April nahm die Linie 1 den Probebetrieb auf, die Betriebsgenehmigung wurde dann am 23. Oktober des Jahres erteilt.

## Strecken

### Chronik
| Eröffnungsdatum       | Linie   | Streckenabschnitt               | Streckenlänge | Neue Bahnhöfe |
| --------------------- | ------- | ------------------------------- | ------------- | ------------- |
| 3. November 2021      | Linie 1 | Baoshun-Straße – Baimashan      | 30,4 km       | 25            |
| 28. Dezember 2021     | Linie 2 | Wanchunsee-Straße – Jiuzi-Platz | 15,8 km       | 11            |
| im Bau, vorauss. 2025 | Linie 2 | Jiuzi-Platz – Bahnhof Jiangbei  | 14,4 km       | 8             |

### Linie 1
Die erste Linie ist eine Nord-Süd-verlaufende Durchmesserlinie, die von Baoshun-Straße durch das Stadtzentrum über insgesamt 25 Stationen und 30,4 Kilometer Streckenlänge bis nach Baimashan führt.
Die Strecke verläuft durchgängig zweigleisig und aufgeständert. Am nördlichen Ende befindet sich ein Zugdepot und am südlichen Streckenende befinden sich das Hauptzugdepot und das Betriebswerk.

### Linie 2

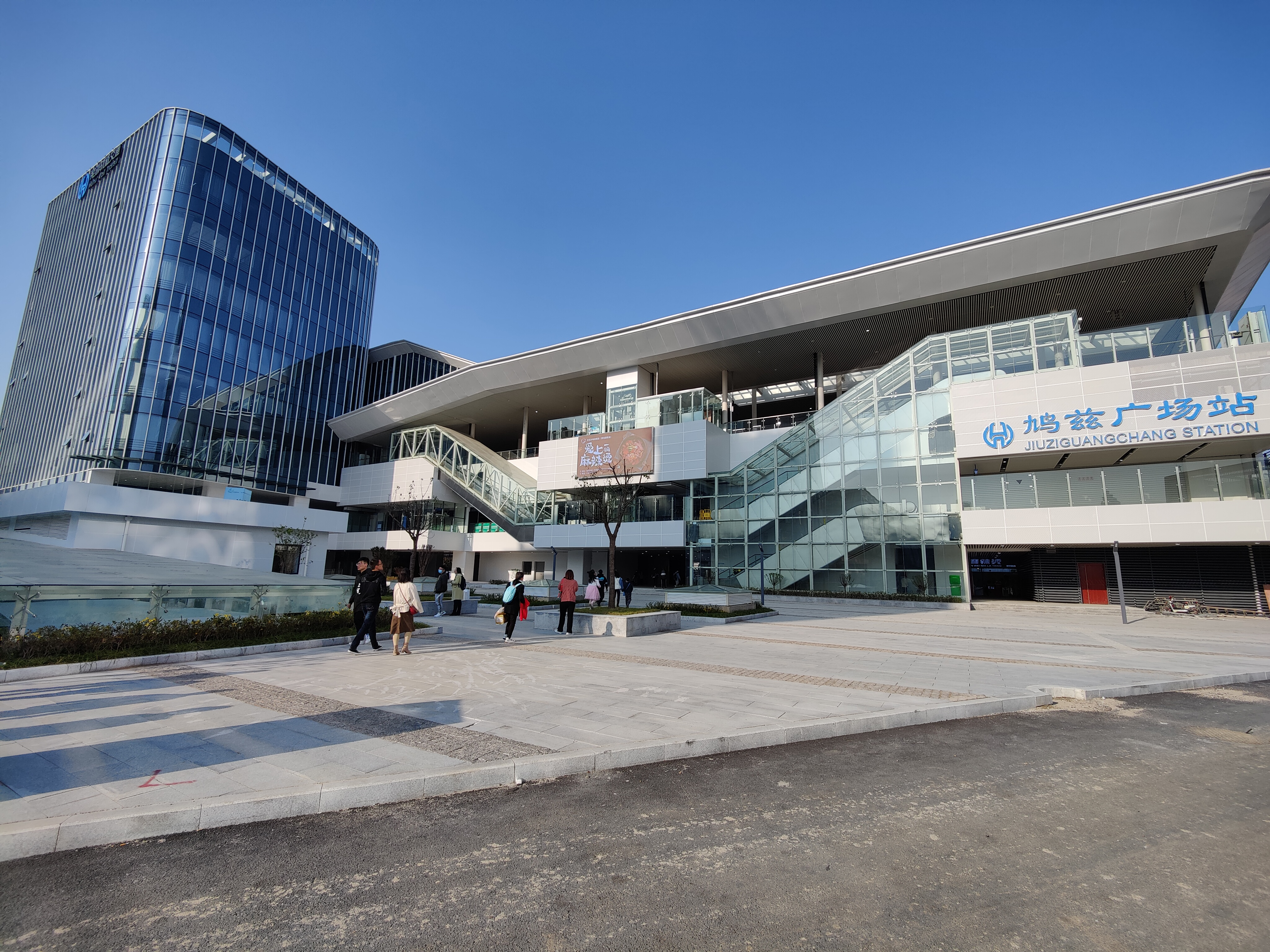
Zentraler Umsteigebahnhof Jiuzi-Platz

Die zweite Linie ist eine im Wesentlichen Ost-West-führende Durchmesserlinie. Sie ist marginal kürzer und beginnt an der Station Wanchunsee-Straße und führt von dort in westlicher Richtung über die Innenstadt und den zentralen Umsteigebahnhof mit der Linie 1, Jiuzi-Platz, über 19 Stationen und rund 30,2 Kilometer Streckenlänge zum Bahnhof Jiangbei. Der Abschnitt ab Jiuzi-Platz ist noch im Bau und wird voraussichtlich Anfang 2025 eröffnet.
Die Strecke verläuft durchgängig zweigleisig und weitgehend aufgeständert, lediglich in der Innenstadt gibt es zwei Tunnelabschnitte mit etwa einem und 3,3 Kilometern Länge, wobei letzterer auch den Jangtsekiang unterquert. Zwei Stationen vor dem östlichen Ende befinden sich das Hauptzugdepot und das Betriebswerk.

### Weitere Planungen

Das fertige Streckennetz mit fünf Linien

Es ist geplant, drei weitere Linien für die innerstädtische Erschließung neu zu bauen.
| Linie   | Streckenabschnitt                    | Streckenlänge | Neue Bahnhöfe | Eröffnung |
| ------- | ------------------------------------ | ------------- | ------------- | --------- |
| Linie 3 | Guandoumen – Guwuji                  | 43,8 km       | 27            |           |
| Linie 4 | Nordbahnhof Wubei – Bahnhof Jiangbei | 13,5 km       | 9             |           |
| Linie 5 | Jingsi-Straße – Baimao               | 19,4 km       | 10            |           |

## Technik
Die Strecken der Einschienenbahn Wuhu sind Sattelbahnen der Bauart ALWeG. Auf einem 680 Millimeter breiten Fahrbalken sitzen die über Tragräder auf und Führungsräder seitlich des Balkens bewegten sowie mit seitlicher Stromzuführung versorgten Züge der Baureihe Alstom Innovia 300. Die einzelnen Züge bestehen aus sechs Wagen mit je 136 Plätzen, womit insgesamt 816 Personen pro Zug befördert werden können. Die aktuelle Flotte aus 28 Zügen alleine für die Linie 1 kann so eine Kapazität von 25.680 Passagieren pro Stunde und Richtung auf dieser Strecke gewährleisten. Insgesamt sind derzeit 40 Züge auf beiden Linien im Einsatz. Der Betrieb ist vollautomatisch, die Steuerung erfolgt mit dem von Bombardier Transportation entwickelten CBTC Cityflo 650 und bietet durch GoA4 die Möglichkeit sehr kurzer Taktzeiten.